# Guarea subandina
Guarea subandina là một loài thực vật có hoa trong họ Meliaceae. Loài này được W.Palacios mô tả khoa học đầu tiên năm 2007.